# Розово (област Пазарджик)
 Тази статия е за селото в Област Пазарджик.  За другото българско село с това име вижте Розово (Област Стара Загора).  
Розово е село в Южна България. То се намира в община Брацигово, област Пазарджик.

## География
Село Розово се намира в планински район.

## История
Старото име на селото е било Чанакчиево.

## Културни и природни забележителности
На 7 км от село Розово се намира местността Розовски вриз. Нарича се така, поради факта, че там се събират много води, които с подземни тунели се отвеждат до язовир Батак. Това е предпочитано място за отдих от много туристи през зимата и лятото, поради кристално чистите въздух и вода и девствената природа. Температурата на водата в района целогодишно е 10 градуса.
Името на селото идва от розите, които жителите му засаждат през време на Втората световна война.

## Редовни събития
Годишен събор, който традиционно се провежда през третата неделя на месец юли. Празнува се Денят на ягодата – тържествата са по случай на прибирането на реколтата от ягоди, които са традиционен поминък.